# 林生杜鹃
林生杜鹃（学名：Rhododendron lanigerum）为杜鹃花科杜鹃花属下的一个种。

## 扩展阅读
- 維基物種上的相關：林生杜鹃